# Etty Hillesum
Esther "Etty" Hillesum (Middelburg, 15 de gener de 1914 - Auschwitz, 30 de novembre de 1943) va ser una dona jueva que en les cartes i els diaris, que va mantenir entre 1941 i 1943, va descriure la vida a Amsterdam i al camp de concentració de Westerbork durant l'ocupació alemanya. Van ser publicades pòstumament el 1981.

## Vida
Esther (Etty) Hillesum va néixer el 15 de gener 1914 a la seva casa familiar a la ciutat de Middelburg, Hilversum, la més gran dels tres fills - que tenia dos germans, Jacob o 'Jaap' (1916-1945) i Michael o 'Mischa' (1920-1944) - de Levi Hillesum (1880-1943) i Riva Bernstein (1881-1943). Després d'acabar l'escola, va anar a Amsterdam per estudiar dret, on es va reunir amb Hendrik (Hans) J. Wegerif amb qui va tenir una relació que ella descriu en els seus diaris.
Etty Hillesum va començar a escriure el seu diari, el març de 1941, possiblement per suggeriment de Julius Spier (psicòleg berlinès i deixeble de Jung) el qual havia atès a Etty durant un mes. Etty es va convertir en la seva secretaria, amiga i amant. La influència de Julius en el desenvolupament espiritual d'Etty és evident en els seus diaris; així com les ensenyances amb què Etty afrontava els seus episodis depressius, presentant-li la Bíblia i els texts de Sant Agustí; també la va ajudar a desenvolupar una comprensió més profunda de l'obra de Rilke, Tolstoi i Dostoievski (aquests últims segurament per la seva ascendència russa).
Els seus diaris registren les creixents mesures antijueves imposades per l'exèrcit alemany d'ocupació, i la creixent incertesa sobre el destí dels companys jueus que havien estat deportats. Així els seus diaris recullen tan un registre de l'opressió com descriuen la seva deriva espiritual en l'aprofundiment de la fe en Déu i els seus vincles afectius i sexuals.
Amb la intensificació de batudes de jueus el juliol de 1942, ella assumeix funcions administratives per al consell jueu en el camp de concentració de Westerbork. Com en altres territoris ocupats, els consells jueus havien nascut sota la pressió dels alemanys i actuaven de pont entre els nazis i la població jueva. Des d'agost de 1942 fins a la fi de setembre de 1943, Etty es va oferir voluntària per treballar com a assistent i infermera, com enviada del Consell. Gràcies a un permís especial de viatge, va poder tornar una dotzena de vegades a Amsterdam. Va actuar com a correu de la resistència i portava amb si cartes i missatges dels presoners, a més de recollir medicines per portar al camp.
Etty va arribar a la conclusió que la presó era inevitable i es va negar a acceptar els amagatalls que se li van oferir. Es va lliurar a les SS el 6 de juny de 1943, al costat dels seus pares i germans.
El 7 de setembre de 1943, la família va ser deportada de Westerbork a Auschwitz. Només Jaap Hillesum no va anar amb ells; va arribar a Westerbork (després que la seva família ja no hi era) i el febrer de 1944 va ser enviat a Bergen-Belsen, morint poc després del seu alliberament a l'abril de 1945.
Està registrat que els pares d'Etty Hillesum havien mort el 10 de setembre de 1943, el que suggereix que van morir en el camp de concentració o que van ser gasejats immediatament després de la seva arribada. Mischa Hillesum va romandre a Auschwitz fins a octubre de 1943, quan el van traslladar al gueto de Varsòvia, on, segons la Creu Roja, va morir abans del 31 de març de 1944. Etty va morir a Auschwitz el 30 de novembre 1943.
El 2011 es va publicar un breu assaig pòstum d'Adrià Chavarria sobre l'autora, ‘Etty Hillesum, Un ungüent per a tantes ferides' (Editorial Denes, ISBN 978-84-92768-63-9), llibre que fa una detallada anàlisi del pensament de Hillesum, la seva vida i les seves coneixences, en el marc del 'mal radical' del holocaust.